# Me'aisem
 Me'aisem (in arabo معيصم ‎?) è una comunità dell'Emirato di Dubai, negli Emirati Arabi Uniti. Si trova nel Settore 6 nella zona centrale di Dubai.

## Territorio
Il territorio della comunità occupa una superficie di 26,8 km² nella zona centrale di Dubai.
Me'aisem è suddivisa in due comunità:
- Me'aisem First (codice comunità 685) a nord;
- Me'aisem Second (codice comunità 686) a sud.

L'area è delimitata dalla Sheikh Mohammed Bin Zayed Road (E 311) a nord, dalle comunità di Al Hebiah 4 e Al Hebiah 5 a est, dalla Emirates Road (E 611) a sud-est e dalla Al Yalayis Street (D 57) a sud e sud-ovest.
Dal punto di vista insediativo la comunità può essere suddivisa in due zone:
- una zona nord-ovest mista, facente parte di Me'aisem First, che comprende il business park di Dubai Production City e la zona residenziale del Jumeirah Golf Estates (JGE):
- una zona sud (Me'aisem Second) e ovest (zona ovest di Me'aisem First), sostanzialmente semidesertiche e quasi disabitate.

Fra i principali punti di riferimento della comunità ci sono:
In Dubai Production City
- il complesso residenziale delle Lakeside Towers', composto da quattro torri di 22 piani ciascuna;
- il complesso multiedificio Midtown, composto da una decina di edifici residenziali che vanno dai 6 ai 16 piani, con vista sui campi da golf del Jumeirah Golf Estates;
- le torri residenziali del complesso Lago Vista, composto da tre torri collegate tramite un portico a forma di mezzaluna. Completati nel 2009, sono dotati di 300 appartamenti ciascuno che vanno dai monolocali agli appartamenti con 1 e 2 camere da letto;
- il centro commerciale  Me'aisem City Centre che ospita numerosi negozi per lo shopping di moda, elettronica, utensili, farmacie, ristoranti, panetterie, punti di ricreazione per bambini nonché un ipermercato Carrefour.[6]

In Jumeirah Golf Estates
- il Jumeirah Golf Estates Golf Club, con i suoi due campi da golf, Earth Course e Fire Course, progettati da Greg Norman, che ospitano annualmente il DP World Tour Championship;[8]
- i 16 complessi residenziali di ville di lusso che circondano il JGE Country Club:[9]
  - Alandalus Townhouses
  - Flame Tree Ridge
  - Hillside
  - Jumeirah Luxury
  - Lime Tree Valley
  - Olive Point
  - Orange Lake
  - Redwood Avenue
  - Redwood Park
  - Sanctuary Falls
  - Sienna Lakes
  - Sienna Views
  - The Sundials
  - Valencia Grove
  - Whispering Pines
  - Wild Flower

L'area è servita dalla metropolitana con la fermata della linea rossa di Jumeirah Golf Estates che si trova nell'angolo nord-ovest di Me'aisem First, lontano dai principali insediamenti. Da lì tuttavia è possibile prendere una linea di superficie (F38) che consente di raggiungere i complessi abitativi di Production City ed altre linee di superficie per collegarsi alle comunità vicine.